# هاردن ام. مک‌کانل
هاردن ام. مک‌کانل (به انگلیسی: Harden M. McConnell) (۱۸ ژوئیه ۱۹۲۷- ۸ اکتبر ۲۰۱۴) یکی ‌شیمی‌دان اهل آمریکا و فعال در زمینه شیمی-فیزیک بود. مک‌کانل موفق به کسب جوایز مختلفی از جمله مدال ملی علوم، جایزه وولف و عضویت در آکادمی ملی علوم آمریکا شد.